# Miejsce pamięci na ulicy Górczewskiej w Warszawie
Miejsce pamięci na ulicy Górczewskiej w Warszawie – miejsce pamięci narodowej zlokalizowane przy ul. Górczewskiej 32 na warszawskiej Woli, w pobliżu skrzyżowania z al. Prymasa Tysiąclecia. Znajdujące się tam krzyż i tablice pamiątkowe upamiętniają miejsce największych egzekucji dokonanych przez Niemców w trakcie rzezi Woli. W pierwszych dniach sierpnia 1944 roku w miejscu tym mogło zostać zamordowanych nawet do 12 tys. polskich mężczyzn, kobiet i dzieci.

## Egzekucje w rejonie ul. Górczewskiej i Moczydła

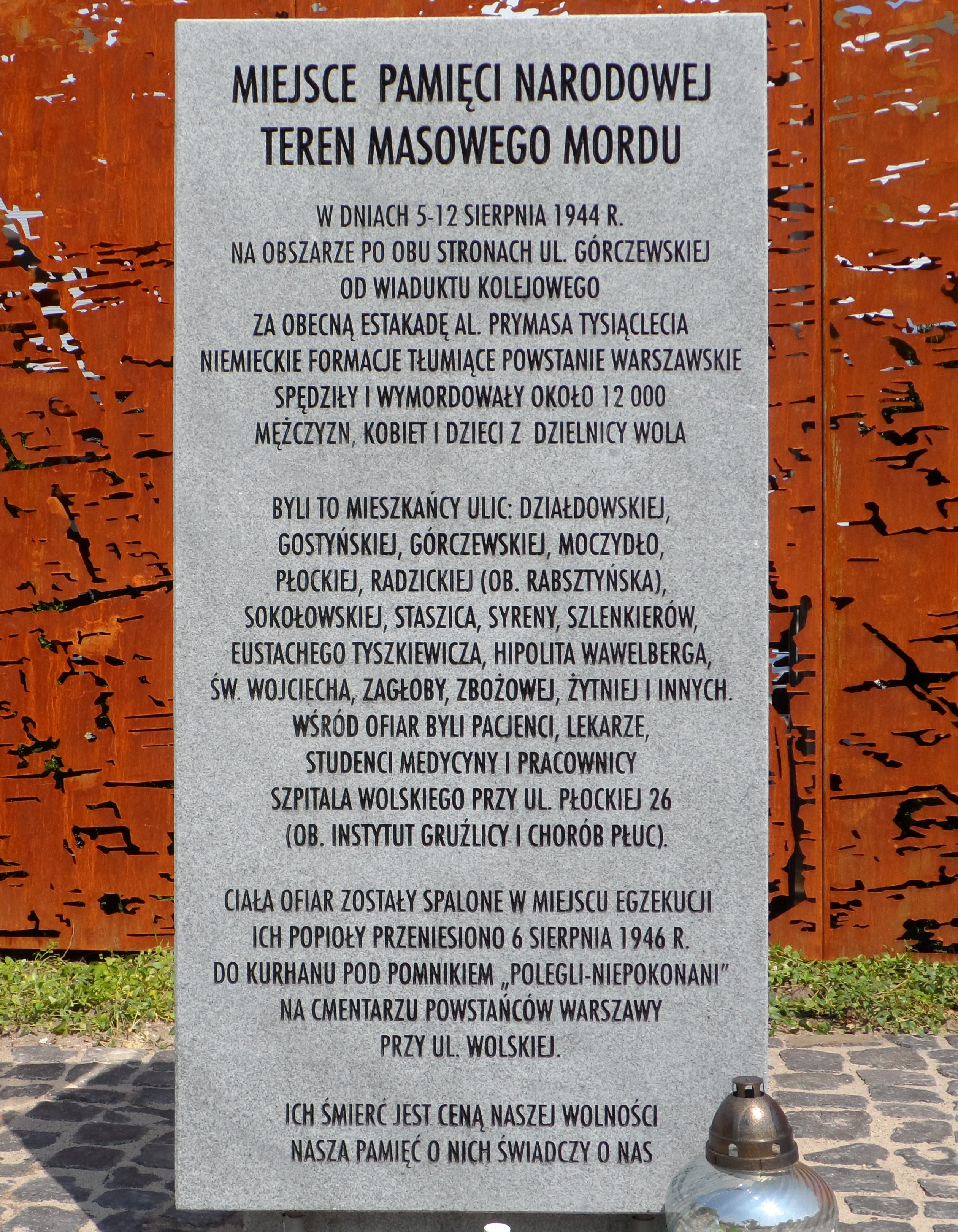
Tablica z historią miejsca pamięci, ustawiona w 2014 roku

W pierwszych dniach sierpnia 1944 roku niemieckie oddziały skierowane do stłumienia powstania warszawskiego dokonały masowej eksterminacji mieszkańców dzielnicy Wola. W myśl wyraźnych rozkazów Hitlera funkcjonariusze SS i policji niemieckiej mordowali bez względu na wiek i płeć każdego schwytanego Polaka. Ofiarą masakry, której kulminacja nastąpiła 5 sierpnia 1944 („czarna sobota”), padło prawdopodobnie od 30 tys. do 65 tys. polskich mężczyzn, kobiet i dzieci.
Miejscem największych zbrodni stał się rejon ul. Górczewskiej i Moczydła. Masowe egzekucje prawdopodobnie rozpoczęły się tam już 4 sierpnia i trwały do 8 sierpnia – przy czym ich największe natężenie przypadło na sobotę 5 sierpnia. Tego dnia do hal warsztatów kolejowych przy ul. Moczydło spędzono tysiące mieszkańców Woli. Przez wiele godzin – w ścisku i dotkliwym upale, bez wody i żywności – musieli oni oczekiwać na decyzję o swoim losie. Po południu Niemcy zaczęli wyciągać z tłumu mężczyzn i chłopców, a następnie pozostałe osoby cywilne – rzekomo do pracy przy rozbieraniu barykad i uprzątaniu ulic. W rzeczywistości przetrzymywanych w halach Polaków doprowadzano małymi grupkami na pobliskie miejsca kaźni i tam rozstrzeliwano ogniem broni maszynowej. Miejscem masowych egzekucji stały się m.in. bezpośrednie okolice warsztatów, podwórze domu przy ul. Górczewskiej 51, fabryka kotłów „Simplex” przy ul. Górczewskiej 53, a przede wszystkim – podwórko kamienicy położonej przy zbiegu ul. Górczewskiej z nieistniejącą obecnie ul. Zagłoby (nieopodal torów kolejowych). Dopiero wieczorem SS-Obergrupenführer Erich von dem Bach-Zelewski zakazał mordowania kobiet i dzieci, co spowodowało ograniczenie rozmiarów masakry. 6 sierpnia przetrzymywanych jeszcze w warsztatach Polaków pognano przez Jelonki do obozu przejściowego w Pruszkowie.
Historycy oceniają, że w pobliżu obecnego miejsca pamięci zostało rozstrzelanych od 4,5 tys. do 10 tys. Polaków – mężczyzn, kobiet i dzieci. Według niektórych źródeł liczba ofiar mogła sięgnąć nawet 12 tys. Ze względu na spalenie większości zwłok przez Niemców nie jest możliwe precyzyjne ustalenie liczby zamordowanych. Wiadomo jednak, że w gronie ofiar znaleźli się m.in. mieszkańcy domów przy ulicach: Działdowskiej, Gostyńskiej, Górczewskiej, Moczydło, Płockiej, Rabsztyńskiej, Skierniewickiej, Sokołowskiej, Staszica, Syreny, Szlenkierów, św. Wojciecha, Tyszkiewicza, Wawelberga, Zbożowej i Żytniej. Niemcy zamordowali również w tym miejscu ok. 360 pacjentów i pracowników Szpitala Wolskiego przy ul. Płockiej oraz trzech katolickich księży pełniących posługę w kościele św. Stanisława Biskupa przy ul. Wolskiej.

## Miejsce pamięci w latach 1945–2003

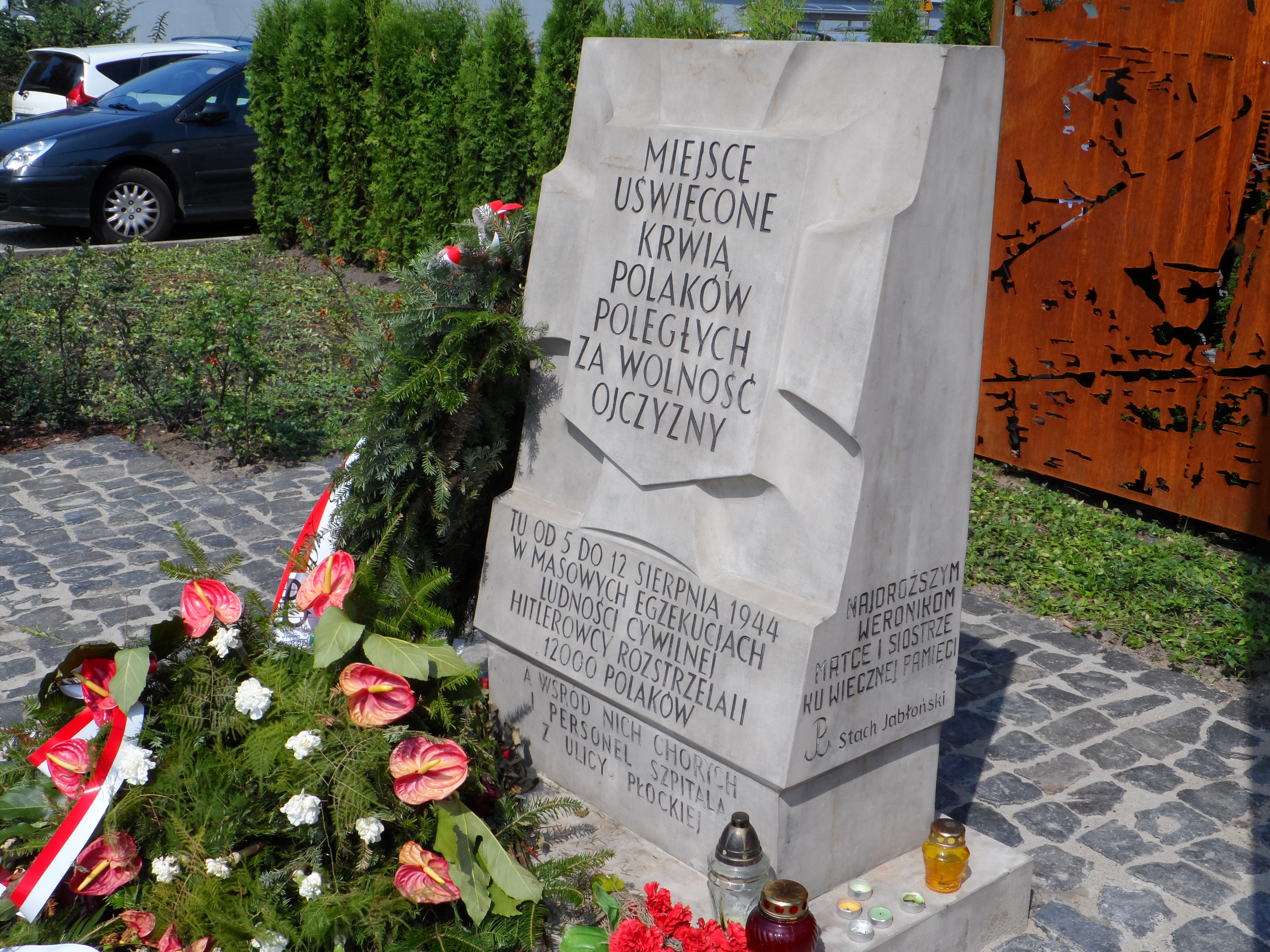
Tablica projektu Karola Tchorka

Pierwsza uroczystość ku czci zamordowanych w tym miejscu mieszkańców Woli odbyła się już w pierwszą rocznicę zbrodni, tj. 5 sierpnia 1945 roku. Tego dnia ze Szpitala Wolskiego wyszedł pochód prowadzony przez trzech ocalałych z rzezi pracowników szpitala. Nieśli oni drewniany krzyż, który został wkopany na miejscu straceń nieopodal torów kolejowych. Nabożeństwo żałobne odprawili tam wówczas ks. Bernard Filipiuk i ks. Marian Chwilczyński – obaj ocaleni z egzekucji przeprowadzanych przy ul. Górczewskiej. 
Miejsce pamięci znajduje się od tej pory pod opieką pracowników Instytutu Gruźlicy i Chorób Płuc, mieszczącego się w dawnej siedzibie Szpitala Wolskiego. Corocznie 5 sierpnia w szpitalnej kaplicy odprawiana jest msza w intencji pomordowanych. Następnie odbywa się apel poległych, po czym uczestnicy uroczystości udają się pochodem na miejsce pamięci przy ul. Górczewskiej.
W latach 50. obok krzyża ustawiono dodatkowo wolno stojącą tablicę pamiątkową projektu Karola Tchorka, wykonaną według standardowego wzoru przyjętego dla upamiętnienia wszystkich znajdujących się w Warszawie miejsc walk i męczeństwa.
W 2003 roku zmurszały krzyż został usunięty decyzją władz dzielnicy Wola. Rok później, dzięki staraniom prof. dr. Jana Zielińskiego i innych pracowników Instytutu Gruźlicy i Chorób Płuc, ustawiono w tym miejscu nowy dębowy krzyż.

## Kontrowersje

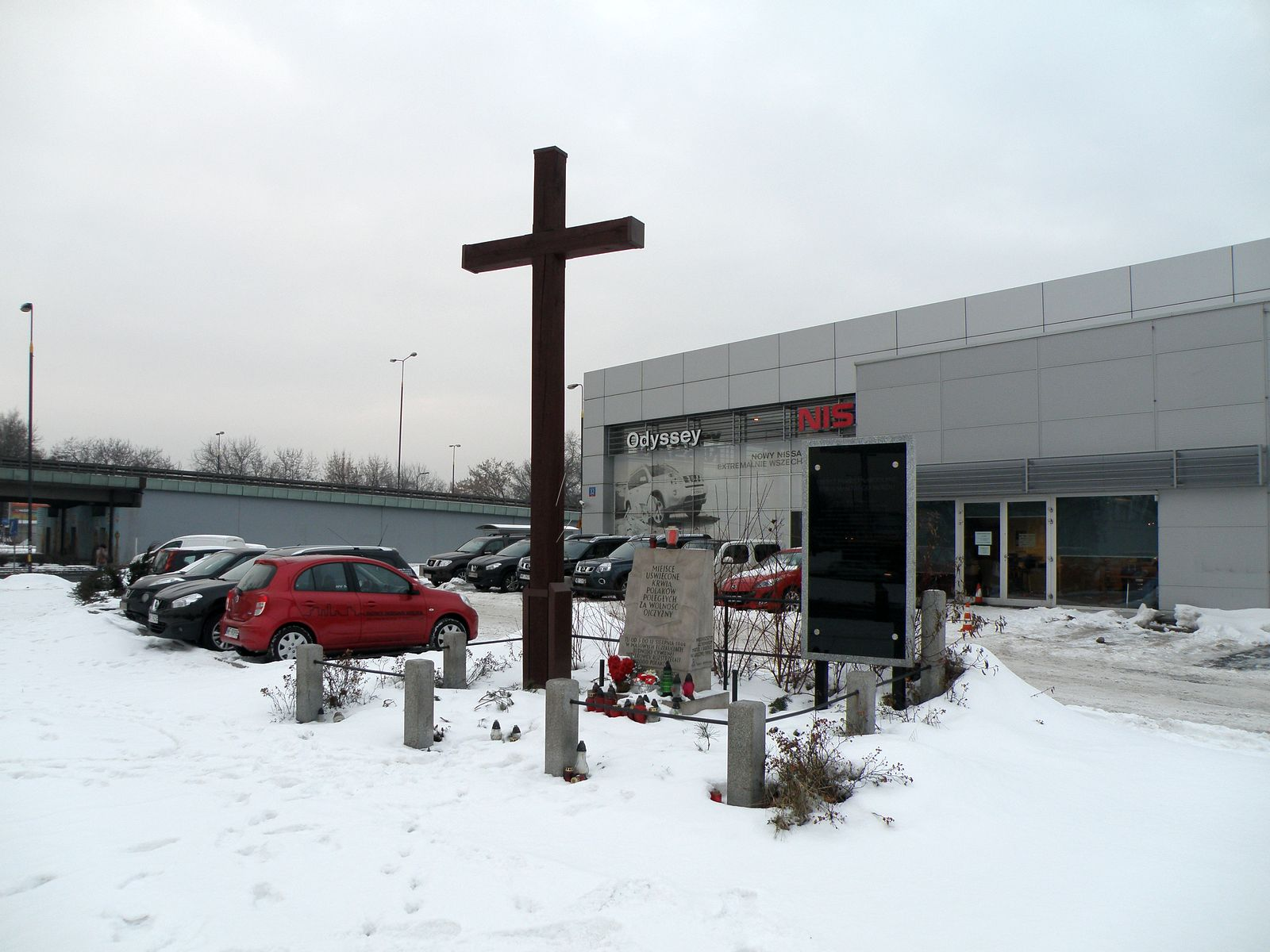
Miejsce pamięci w 2010 roku

Przez wiele lat krzyż i tablica pamiątkowa leżały na niezabudowanym i zaniedbanym placu, rozciągającym się między torami kolejowymi a obecną Al. Prymasa Tysiąclecia. W 2003 roku władze dzielnicy Wola wydzierżawiły plac oraz wyraziły zgodę na wybudowanie w tym miejscu salonu samochodowego Nissan. W czasie prac ziemnych zostały odkryte ślady spalenizny. Ostatecznie mimo protestów kombatantów oraz krewnych ofiar, wspieranych przez środowiska prawicowe, budowę salonu zakończono w 2004 roku. Bezpośrednio obok miejsca pamięci powstał także parking, który zajął część gruntu miejskiego.
W 2003 roku dzierżawca zaproponował przeniesienie krzyża i tablicy pod pobliski nasyp kolejowy. Projekt ten spotkał się jednak z gwałtownymi protestami kombatantów i krewnych ofiar, wskazujących, że krzyż bardzo dokładnie wskazuje miejsce egzekucji, a jego przeniesienie stanowić będzie profanację miejsca kaźni i zafałszowywanie historii. Ostatecznie miejsce pamięci pozostało nienaruszone . Rada Ochrony Pamięci Walk i Męczeństwa oraz władze m.st. Warszawy podjęły wkrótce działania mające na celu jego modernizację i rozbudowę.

## Rozbudowa miejsca pamięci w latach 2010–2014

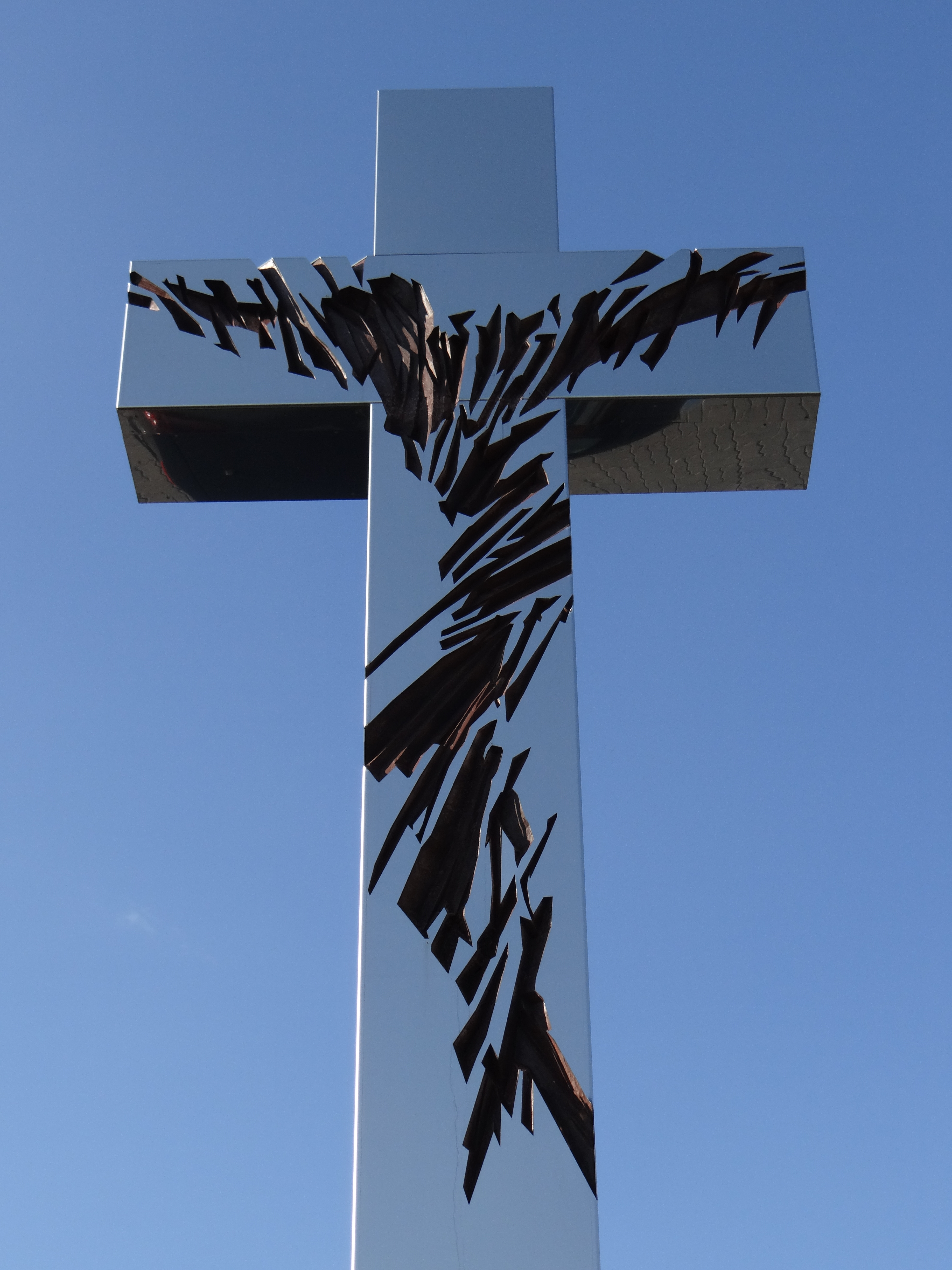
Krzyż ustawiony w 2012 roku

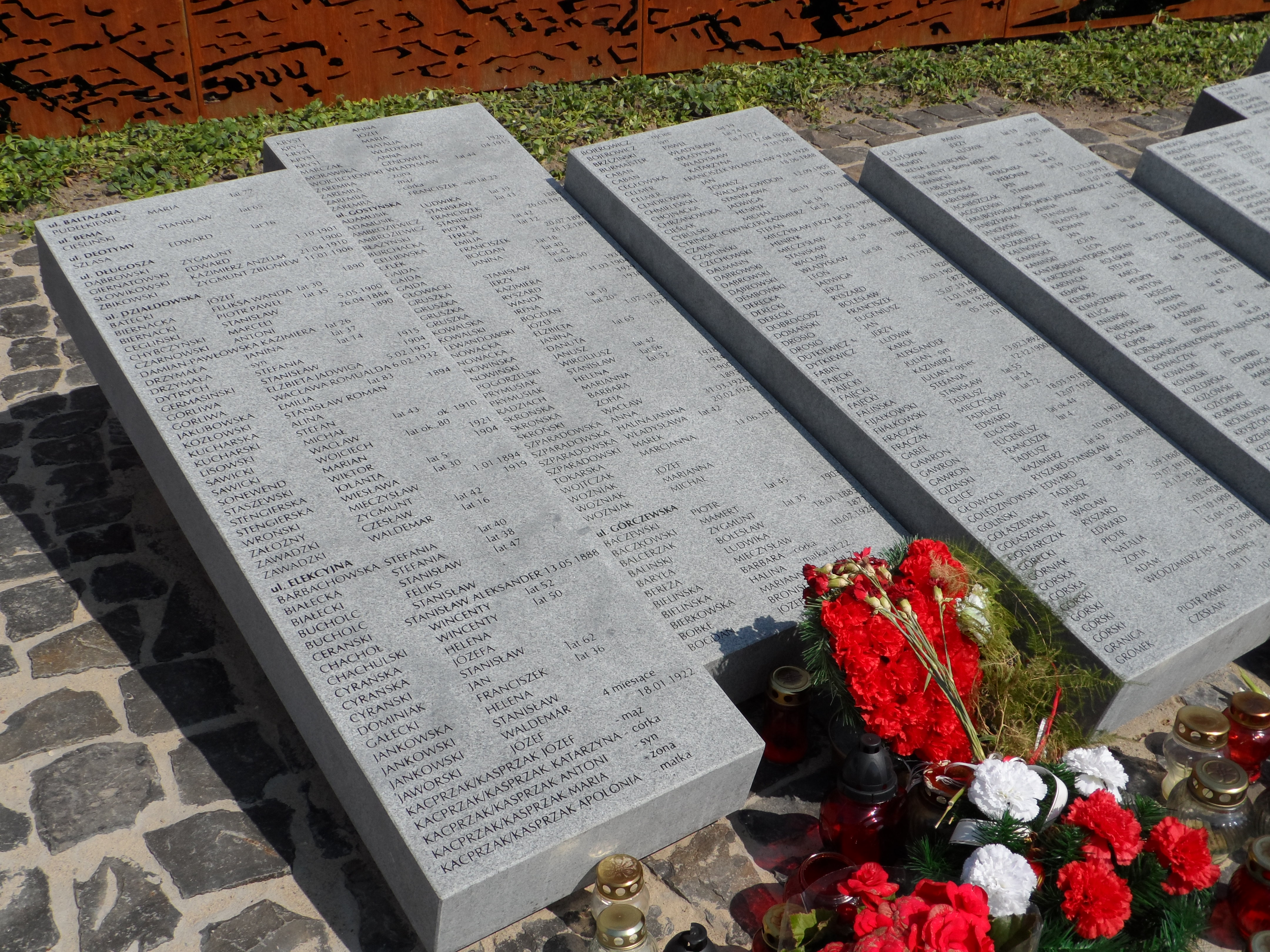
Tablice z nazwiskami zidentyfikowanych ofiar egzekucji

W 2009 roku miejsce pamięci uzupełniono o kolejną tablicę pamiątkową. Była ona wykonana z czarnego kamienia i zawierała szczegółowy opis dokonanej w tym rejonie zbrodni. Inicjatorem postawienia tablicy był Maciej Gryczewski, który w sierpniu 1944 roku stracił w tym miejscu ojca.
Następnie Rada Ochrony Pamięci Walk i Męczeństwa zamówiła i sfinansowała pomnik w postaci stalowego krzyża o wysokości 8 metrów. Został on postawiony na miejscu dawnego drewnianego krzyża. Wizerunek Chrystusa – widoczny na metalowej obudowie krzyża – został skomponowany w formie wypalonego, wyżarzonego śladu. Krzyż jest także czerniony od dołu. Symbolizuje to masowe palenie zwłok zamordowanych Polaków, które Niemcy prowadzili w tym miejscu po zakończeniu egzekucji. Pomnik został oficjalnie odsłonięty w dniu 5 sierpnia 2012 – w 68. rocznicę rzezi Woli . Rada Ochrony Pamięci Walk i Męczeństwa podkreślała, iż odsłonięcie krzyża stanowić będzie wstęp do szerszego upamiętnienia ofiar dokonanej w tym miejscu masakry . 
Rozbudowa rozpoczęła się w lipcu 2014, natomiast uroczyste odsłonięcie odnowionego miejsca pamięci nastąpiło 5 sierpnia 2014 – w 70. rocznicę rzezi Woli. W ramach kolejnej fazy rozbudowy stanęła w tym miejscu ściana z reliefem, która zasłoniła pobliski salon samochodowy. Na jej prawym skrzydle znalazła się inskrypcja poświęcona zmarłemu w lutym 2014 prof. dr. Janowi Zielińskiemu – wieloletniemu pracownikowi Instytutu Gruźlicy i Chorób Płuc, zasłużonemu dla upamiętnienia masowych egzekucji przy ul. Górczewskiej 32. Wymieniono także tablicę z opisem historii miejsca pamięci oraz dodano kilkanaście nowych tablic, na których znalazły się nazwiska zidentyfikowanych ofiar dokonanego w tym miejscu ludobójstwa.